# 愛の旅路を
「愛の旅路を」（あいのたびじを）は、1970年4月5日に発売された内山田洋とクール・ファイブの4枚目のシングル。

## 解説
発売から1ヶ月ほどでトップ10入りし、その後最高位である4位にランクイン。前作「逢わずに愛して」と共にトップ10入りした。なお、同グループはこの年、「逢わずに愛して」から「愛のいたずら」までの4曲で46週間連続トップ10入りを記録している。

## 収録曲
- 両楽曲共に、作詞：山口あかり／編曲：森岡賢一郎

1. 愛の旅路を [04:12]
作曲：藤本卓也
2. 夜毎の誘惑 [02:49]
作曲：城美好